# O General em Seu Labirinto
O general em seu labirinto (edição brasileira) ou O general no seu labirinto (edição portuguesa) é uma obra de ficção escrita por Gabriel García Márquez, retratando os últimos dias do General Simón Bolívar - O Libertador.

## Enredo
O general é apresentado como doente, enfraquecido, embora portador de  um passado deveras poderoso e cheio de glória. 
Seu corpo físico está morrendo, mas seu espírito mostra-se  enérgico, o que talvez seja o único motivo a afastá-lo do túmulo. 
Acompanhado de José Palcios, servo fiel a servi-lo sem questionar suas ordens, parte da Venezuela rumo à Europa, para deixar finalmente
sua pátria. Após muito fugir do povo (uns o chamam de volta ao poder, outros  o injuriam), do tempo, e de si mesmo, abandona esta vida 
rodeado de fiéis companheiros de guerra e de vida. 